# Golfe de Tomini
Le golfe de Tomini, en indonésien Teluk Tomini, est un golfe de l'archipel indonésien baignant les côtes de Sulawesi ainsi que celles des îles Togian, en Indonésie. L'île Puah (pulau Puah en indonésien), une dépendance de Sulawesi central, se situe dans le Sud-Est du golfe.

## Géographie
Délimité par les presqu'îles de Minahasa à l'ouest et au nord et Orientale au sud, le golfe est ouvert à l'est vers la mer des Moluques. Les îles Togian se trouvent au centre du golfe.
L'Organisation hydrographique internationale définit les limites du golfe de Tomini de la façon suivante :
- À l'est: Une ligne partant du tanjung Lonsuit (0° 39′ 20″ S, 123° 24′ 41″ E), sur l'île de Célèbes, se poursuivant en direction du nord jusqu'au wulungiyo Tonala (0° 18′ 22″ N, 123° 20′ 43″ E), sur la côte opposée.